# 东洋歌百灵
，是百灵科歌百灵属的一种，分布于缅甸、越南、泰国、老挝和柬埔寨。该物种的保护状况被评为无危。
其种加词“Erythrocephala”意为“红头的”。
东洋歌百灵的栖息地包括亚热带或热带的旱林、耕地、亚热带或热带的（低地）干燥疏灌丛和亚热带或热带的（低地）干草原。